# أكتلاند
أكتلاند (بالإنجليزية: Achtlan)‏ في الأساطير الأيرلندية في رواية كلتية لم تكن هذه الملكة البشرية مقتنعة بالرجال البشر، فاتخذت زوجا لها من العمالقة.